# إلتون دين
إلتون دين (بالإنجليزية: Elton Dean)‏ هو عازف جاز ومنتج أسطوانات وكاتب أغاني بريطاني، ولد في 28 أكتوبر 1945 في نوتنغهام في المملكة المتحدة، وتوفي في 8 فبراير 2006 في لندن في المملكة المتحدة.

## وصلات خارجية
- إلتون دين على موقع IMDb (الإنجليزية)
- إلتون دين على موقع ميوزك برينز (الإنجليزية)
- إلتون دين على موقع أول ميوزيك (الإنجليزية)
- إلتون دين على موقع ديسكوغز (الإنجليزية)